# ガンビエ諸島

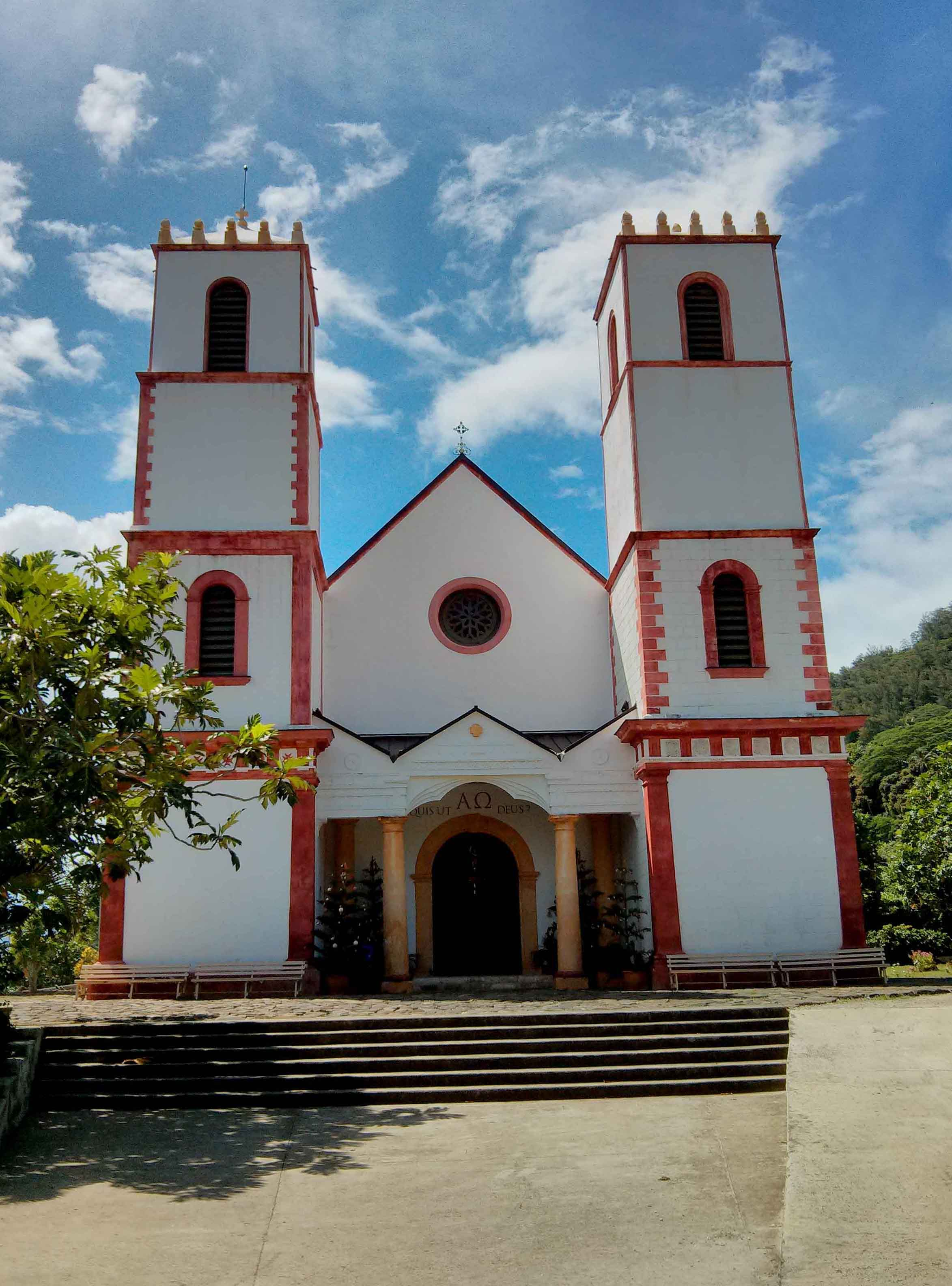

ガンビエ諸島（ガンビエしょとう）は、南太平洋フランス領ポリネシアにあるサンゴ礁の諸島である。
ガンビエ諸島は、マンガレヴァ島、タラバイ島、アウケナ島、アカマル島の4つの有人島と、多くの無人島からなる。主島はマンガレヴァ島で、住民のほとんどがここに住む。中心はマンガレヴァ島のリキテア村である。コプラ、コーヒーのプランテーションが行われている。